# Enhetsstat

Enhetsstater

Enhetsstat kallas en suverän stat där den avgörande centralmakten är koncentrerad på landstäckande nivå med lagstiftande församling med gemensam lagstiftning och verkställande makt.
Begreppet utgör motsats från en union eller federation/förbundsstat, som är en statsbildning sammansatt av flera delstater med någon form av egen suveränitet. 
Som enhetsstater räknas till exempel Sverige och Norge. Även Danmark och Finland är också enhetsstater, även om dessa har områden med autonomi; Färöarna, Grönland och Åland; men dessa självstyren har särställning gentemot övriga landet och är inte jämbördiga med centralmakten. 

## Enhetsstater och förbundsstater
En viktig skillnad mellan enhetsstater och förbundsstater är enligt vilka principer maktdelningen går till. I en enhetsstat ligger makten i grunden i centrum men den kan delegeras till periferi (som regioner, provinser, län eller motsvarande), medan i en förbundsstat så lyfts makt från delstaterna till den federala nivån. I en enhetsstat har centralmakten stort inflytande, bland annat genom lagstiftning och ekonomiska styrmedel; statlig skatt fördelas som anslag till centralt bestämda ändamål. En motivering till att ha en enhetsstat, inte minst i Sverige, är undvika orättvisor för vissa landsdelar.
Det är vanligt att även enhetsstater har långt driven maktdelning mellan centrum och periferi. I Sverige finns kommunalt självstyre, som dock är begränsat eftersom endast riksdagen stiftar lag och eftersom kommunala beslut kan överklagas till länsstyrelse eller förvaltningsrätt (staten). Andra enhetsstater har under senare decenniers regionalisering överfört även viss lagstiftande makt till autonoma regioner som kan täcka bara en del av landet, exempel på sådana stater är Finland, Storbritannien, Spanien och Italien.
En enhetsstat kan vara en nationalstat, men begreppen har inget nödvändigt samband med varandra.
Begreppet kan också sättas i motsats till ett imperium, där vissa områden har status som kolonier eller protektorat.